# Evangeline-Miscouche
Pour les articles homonymes, voir Évangéline et Miscouche.
Circonscription électorale provinciale du Canada
Evangeline-Miscouche est une circonscription électorale provinciale de l'Île-du-Prince-Édouard (Canada). La circonscription est créée en 1996 à partir de la circonscription de 3e Prince. C'est la seule circonscription qui est majoritairement francophone dans cette île.

## Liste des députés
| Evangeline-Miscouche                       | Evangeline-Miscouche | Evangeline-Miscouche      | Evangeline-Miscouche | Evangeline-Miscouche | Evangeline-Miscouche |
| Nom                                        | Nom                  | Parti                     | Mandat               | Législature          |                      |
| ------------------------------------------ | -------------------- | ------------------------- | -------------------- | -------------------- | -------------------- |
| Pour la période 1873-1996, voir 3e Prince. |                      |                           |                      |                      |                      |
|                                            | Robert Maddix        | Libéral                   | 1996 - 2000          | 60e                  |                      |
|                                            | Wilfred Arsenault    | Progressiste-conservateur | 2000 - 2003          | 61e                  |                      |
|                                            | Wilfred Arsenault    | Progressiste-conservateur | 2003 - 2007          | 62e                  |                      |
|                                            | Sonny Gallant        | Libéral                   | 2007 - 2011          | 63e                  |                      |
|                                            | Sonny Gallant        | Libéral                   | 2011 - 2015          | 64e                  |                      |
|                                            | Sonny Gallant        | Libéral                   | 2015 - 2019          | 65e                  |                      |
|                                            | Sonny Gallant        | Libéral                   | 2019 - 2023          | 66e                  |                      |
|                                            | Gilles Arsenault     | Progressiste-conservateur | 2023 - en cours      | 67e                  |                      |

## Géographie
La circonscription comprend les villages de Abrams-Village, Miscouche et Wellington.